# 奎恩區
奎恩區是非洲中部國家烏干達的一個區，由東部區負責管轄，首府是賓伊尼，距離姆巴萊約69公里，南面與鄰國肯尼亞接壤，2010年人口估計為85,000。
2010年，本區自卡普喬魯瓦區析出。

## 外部連結
- Electoral Constituencies of Kween District